# Phrynarachne bimaculata
Phrynarachne bimaculata là một loài nhện trong họ Thomisidae.
Loài này thuộc chi Phrynarachne. Phrynarachne bimaculata được Tord Tamerlan Teodor Thorell miêu tả năm 1895.